# Kindertofte Sogn
Kindertofte Sogn 
ist eine Kirchspielsgemeinde (dän.: Sogn)
auf der Insel Sjælland im südlichen Dänemark.
Bis 1970 gehörte sie zur Harde Slagelse Herred im damaligen Sorø Amt, danach zur Slagelse Kommune im Vestsjællands Amt, die im Zuge der  Kommunalreform zum 1. Januar 2007 in der „neuen“ Slagelse Kommune in der Region Sjælland aufgegangen ist.
Im Kirchspiel leben 168 Einwohner (Stand: 1. Januar 2023).
Im Kirchspiel liegt die Kirche „Kindertofte Kirke“.
Nachbargemeinden sind im Südwesten Ottestrup Sogn und im Nordwesten Sorterup Sogn, ferner in der benachbarten Sorø Kommune im Nordosten Bromme Sogn, im Osten Pedersborg Sogn und im Südosten Lynge Sogn.